# Trigonophorus yunnanus
Trigonophorus yunnanus is een keversoort uit de familie bladsprietkevers (Scarabaeidae). De wetenschappelijke naam van de soort werd voor het eerst geldig gepubliceerd in 1935 door Paul Norbert Schürhoff.